# ポッケルス効果
ポッケルス効果 (―こうか、Pockels effect) とは1893年、ドイツの物理学者であるフリードリッヒ・ポッケルスが発見した1次の電気光学効果のこと。二次の非線形光学効果のうちの一つ。

## 定義
ポッケルス効果は、誘電体の等方性結晶において電場をかけると複屈折性を示す現象である。その時、電場の強さに比例して屈折率が変化するのがポッケルス効果である。これに対し、電気光学カー効果は2乗に比例するものを指す。ポッケルス効果はカー効果と異なり、圧電性のある点対称でない結晶に電圧を交差させなければ起きない現象である。また、ポッケルス効果は光強度の一乗に比例して屈折率が変化するが、カー効果は光強度の二乗に比例して屈折率が変化する。

## 応用
ポッケルス効果を起こすものは、圧電性のある等方性結晶である。しかし、透明でなければポッケルス効果を見ることができないので、圧電性の結晶の中でも特にADPやKDPなどがポッケルス効果を起こす素子として利用されている。
外部からの電場の印加で物質の屈折率を制御できるため、ポッケルス効果は高速光シャッターとして利用されている。例えば複屈折性を持つKDPの場合、結晶に2kVcm-1の電場を加えると、結晶に入射した直線偏光は楕円偏光に変換され、結晶を出た光の一部は後方の偏光子を透過する成分をもつ（電圧を加えない時、結晶は1軸性で光は全く透過しない）。